# 岩松道純
岩松 道純（いわまつ みちずみ、寛政9年12月14日（1798年1月30日） - 嘉永7年7月20日（1854年8月13日））は、江戸時代後期の交代寄合旗本。岩松氏の当主。幼名は左男寿丸、通称は岩松満次郎、兵部、主税。上野国新田郡下田嶋領主・岩松徳純の長男。母は成瀬政成の娘。兄弟に立花義勝（立花種福養子）、岩松義裕（岩松俊英養子）、立花直顕（立花種禄養子）、岩井義一（岩井宅幸養子、のちに帰家）。
正室は中山主馬信泰の二女。子は新田俊純。
上野新田郡（現 群馬県太田市細谷町）の冠稲荷神社に道純が描いた墨絵が残されている。